# Hedychium flavescens
Hedychium flavescens är en enhjärtbladig växtart som beskrevs av William Carey och William Roscoe. Hedychium flavescens ingår i släktet Hedychium och familjen Zingiberaceae. Inga underarter finns listade i Catalogue of Life.

## Bildgalleri

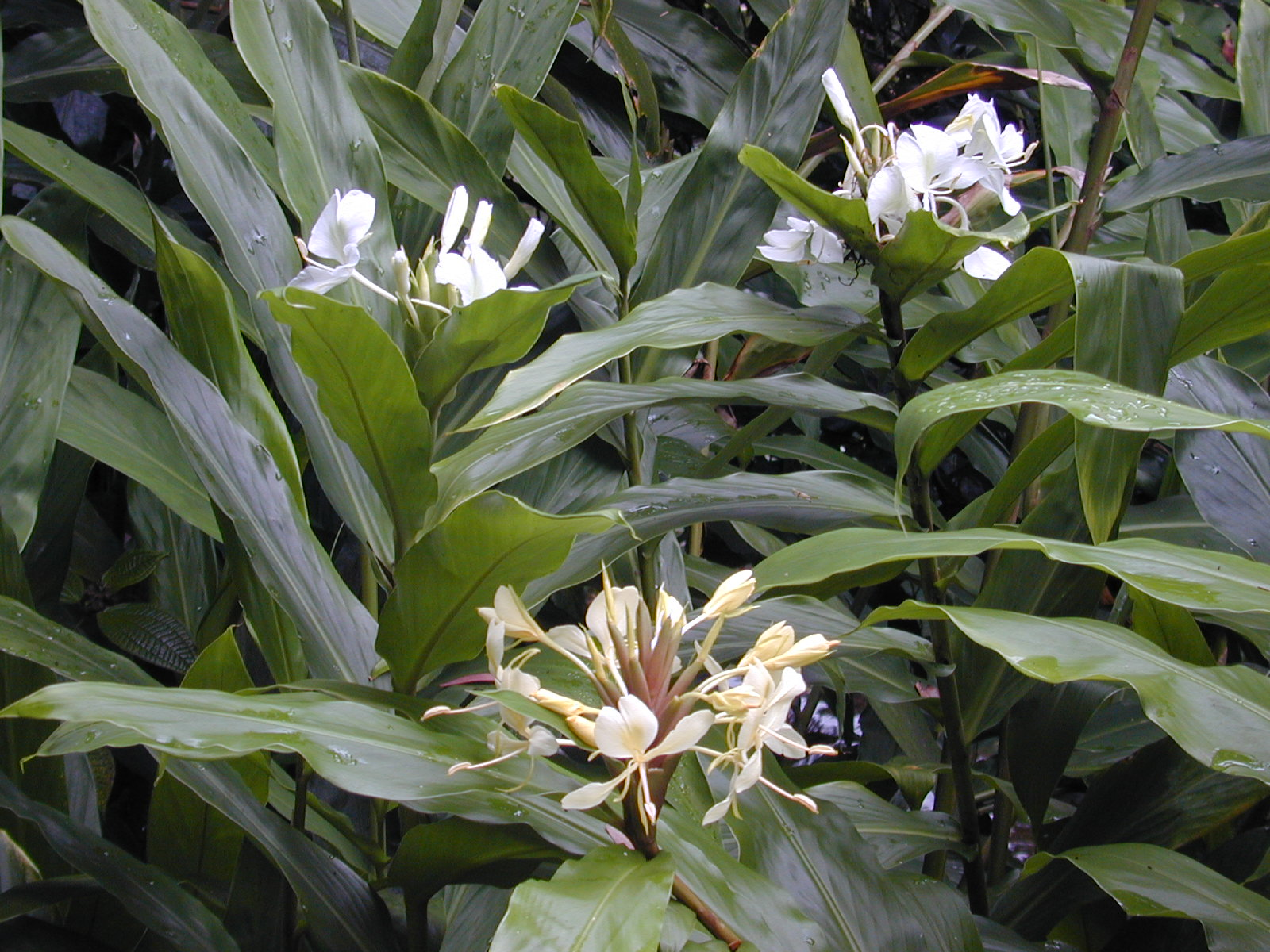